# Феткук

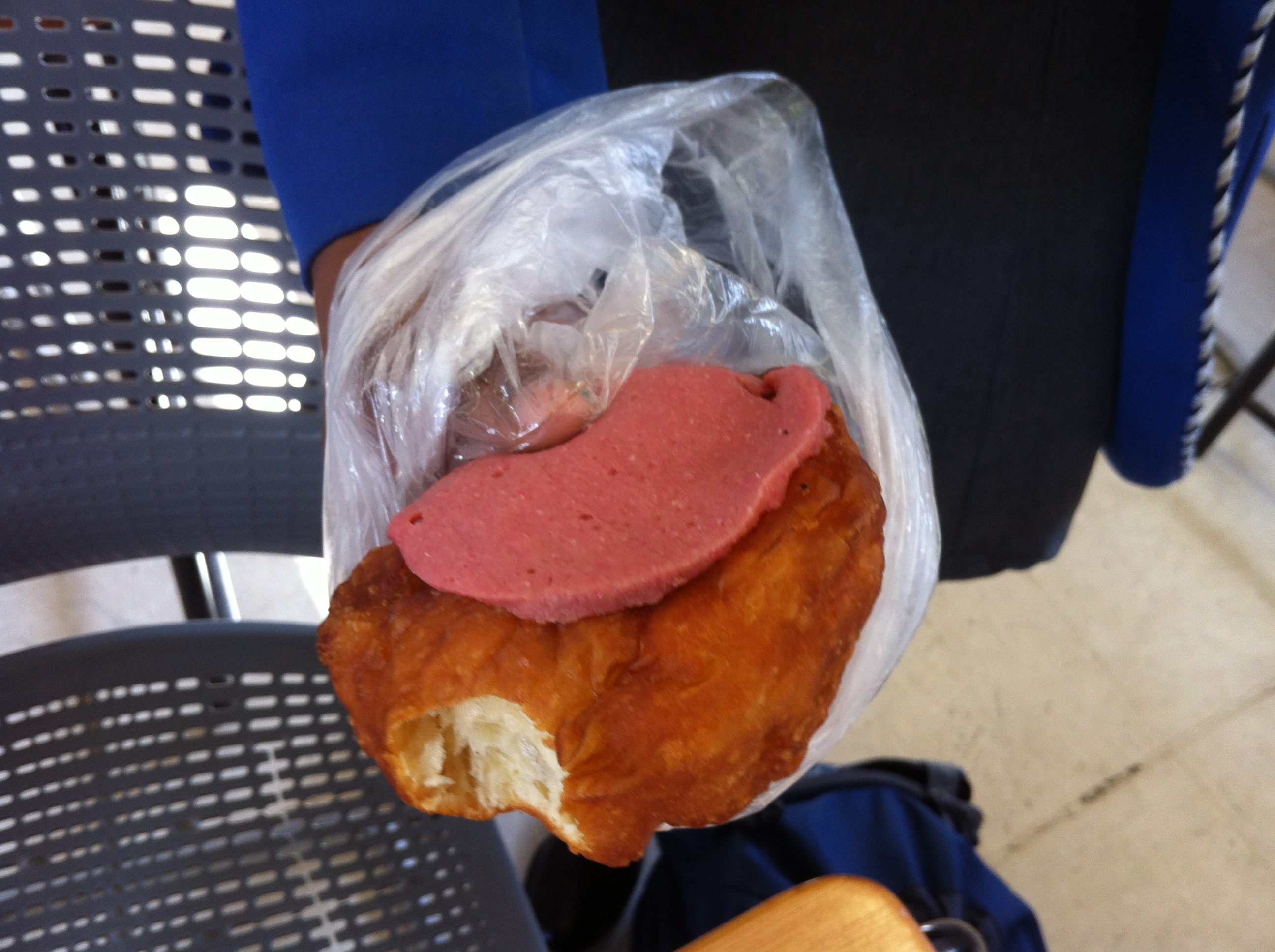
Феткук, увінчаний шматочком болонської ковбаси

Феткук (афр. Vetkoek, досл. «жирний пиріг») — традиційний південноафриканський хліб із смаженого тіста. Феткук є частиною південноафриканської культури. Він подібний до карибського Джонні-кейка, голландського олієболу та мексиканського сопайпіллас. Інший подібний рецепт з Південної Африки — маґвінья, назва зулу для смаженої кулі з тіста. Але ця версія може бути солодкою або солоною, на відміну від феткука.
За формою він схожий на пончик без отвору і виготовляється з дріжджового тіста. Його роблять також разом з фаршем з каррі, який набивають всередину. Також відомий як каррі-бані з начинкою з фаршу в провінціях Кейп. Можливо, це його найпопулярніший варіант. 
Феткук зазвичай продають у сімейних ресторанах на винос, африканських фестивалях та культурних заходах у Південно-Африканській Республіці, Намібії та Ботсвані.